# Aspes
La Aspes è stata una casa motociclistica italiana attiva dal 1961 al 1982. È oggi un marchio inutilizzato, posseduto da un'azienda terza.

## Storia
Fondata a Gallarate sul finire degli anni cinquanta da Teodosio Sorrentino, la denominazione Aspes deriva dall'abbreviazione del cognome (Aspesi) della moglie. L'azienda nacque per la produzione di biciclette, ma dal 1961 iniziò la costruzione di ciclomotori utilitari di stampo classico come il Falco. Rapidamente la gamma venne ampliata per l'utenza giovanile con i modelli Sport (1964) e Sprint (1966) spinti da un due tempi Minarelli P4. Nel 1967, sulla base del modello turistico S fu approntata una versione denominata Cross T (Cross Teodosio) che rappresentò il primo tentativo della Aspes di inserirsi nel segmento delle moto da fuoristrada, in quegli anni particolarmente ambite dai giovani.
Il Cross T ebbe un tiepido successo, sufficiente a spingere l'azienda ad insistere nel progetto e realizzare il modello Cross, sfociando nella produzione prima, del Cross Special '68 e successivamente del Cross Special '69, che si distinguevano da altri prodotti coevi, per la modernità delle soluzioni adottare e la qualità della componentistica impiegata nella costruzione.
Appena successivo al CS '69 , fu messo in listino il modello Junior Cross '70, che adottava lo stesso telaio del CS '68 e CS'69, ma con componentistica economica ed alcune differenze nell'estetica.
Il 1970 vide la presentazione dell'Apache 125, con cui la Aspes inaugurò la tradizione di battezzare i propri modelli con nomi delle tribù degli indiani d’America. La moto si distingueva per l'adozione delle forcella Ceriani da competizione, per il forcellone montato su boccole elastiche, per il robusto telaio in acciaio trafilato e motore Maico a disco rotante da 18 CV che ne facevano un veicolo molto competitivo ed usato dai corridori privati. La novità più importante, però, fu l'ingresso in azienda di Piermario Sorrentino, primogenito di Teodosio e grande appassionato delle corse di velocità. Dietro sua insistenza, la Aspes avviò la modernizzazione dei ciclomotori stradali, mettendo in produzione il modello Super Sport ed avviando un progetto, piuttosto ambizioso, per la realizzazione di moto da competizione, in grado di ben figurare nel Campionato italiano Juniores di velocità.
Sull'onda dei primi successi sportivi, ottenuti con il modello Cross Special 71 da Felice Agostini (fratello minore del pluricampione iridato Giacomo), la Aspes presentò al Salone di Milano 1971 il Navaho, ciclomotore da cross che ebbe una largo successo tra i giovanissimi, grazie alle sue sovrastrutture spigolose e essenziali (realizzate in fibra di vetro) verniciate in brillanti colori metallizzati. Nella stessa esposizione, faceva bella mostra di sé il prototipo da pista 125 Juniores Velocità che montava il primo motore Aspes, progettato e realizzato dal noto tecnico Gianfranco Maestroni, strappato alla Yamaha Italia.
Alcuni prototipi del nuovo motore vennero montati anche su telai Apache e, dopo lunghe fasi di studio e collaudo, la Aspes decise di produrre le motorizzazioni 125 cm³ in proprio, fondando l'associata ASCO (acronimo di Aspesi Consiglio) che incorporava l'officina meccanica dell'ing. Vito Consiglio di Travacò Siccomario, artefice del processo di sviluppo e industrializzazione.
Il 1972 vide l'ingresso sul mercato della Hopi 125, erede dell'Apache. Contrariamente alla maggioranza dei costruttori del settore, la Aspes decise di non impiegare il motore Sachs, ma di costruire in proprio il motore. La Hopi avrà un certo successo nel Cross, mentre nella Regolarità sconterà un motore poco trattabile.
Nel 1973 la Casa di Gallarate presentò, al Salone di Milano, la Juma, una 125 stradale con il motore derivato da quello dell'Hopi. La moto entrerà in produzione dal 1974, ottenendo un buon successo in Francia, dove sotto le insegne dell'importatore BPS si dimostrerà imbattibile nelle competizioni per moto di serie. La Juma si dimostrerà la 125 più veloce in commercio (135 km/h di velocità massima).
Sono successivamente restilizzati i modelli già a catalogo, con ulteriori sviluppi (dal 1977 la Hopi guadagna un cambio a 6 marce), mentre nel ‘77 partì il “Criterium Monomarca Aspes Yuma”, primo esempio di trofeo monomarca in Italia, disputatosi sino al 1979, che darà la possibilità a molti giovani piloti (Loris Reggiani, Fausto Gresini, Maurizio Vitali, Davide Tardozzi e altri) di emergere.
La fine degli anni settanta segna però un declino della Aspes: il Navaho ha da tempo perso la sua originalità stilistica, l'Hopi ha scarso successo (dovuto a un motore più da Cross che da Regolarità), mentre la Yuma è sì la più veloce della sua categoria, ma è anche la più cara. Nel 1977 la casa di Gallarate, alla ricerca di un successo commerciale per risollevarsi dalla crisi, mise in vendita un ciclomotore monomarcia automatico di stampo tradizionale (il Sioux) e presentò lo stesso anno un prototipo da 250 cc, quest'ultimo mai commercializzato. Sia il Sioux che un successivo nuovo modello da 125, la Yuma TSB, meno "spinta" della prima originaria versione, trovarono però scarso riscontro.
L'avventura della Aspes termina nel 1982, quando la Unimoto (nata a Cesena nel 1980 dalle ceneri della Milani) assorbì la Casa di Gallarate, utilizzando il Marchio Aspes sino al 1984 prima di cessare anch'essa l'attività nel 1986.

## Il marchio Aspes
La ditta Aspes dichiarò fallimento nell'anno 1982. Il marchio venne acquisito dalla Unimoto e successivamente dalla famiglia Augelli (Delta s.a.s. di Pilla R & C). Dopodiché venne rilevato dalla KL S.P.A., con sede in Niardo (BS) nelle vesti del suo Presidente Cav. Antonio Leggerini. In data 9 Dicembre 2008 lo stesso cedette il marchio alla Menzaghi Motors di Varese e nel 2009 vennero prodotti veicoli motociclistici marchiati Aspes, poi distribuiti sul mercato.Non si tratta, però, di una ripresa produttiva della storica azienda italiana, bensì - come è accaduto per molte altre aziende (Cimatti, Lambretta, Garelli, etc.)  - di un acquisto del marchio, utilizzato per brandizzare e commercializzare prodotti costruiti altrove.  Modello di punta della nuova gamma era il ciclomotore "Sirio Hybrid 50", uno scooter con propulsione combinata di motore a quattro tempi e motore elettrico, dotato di batterie LiFePO4 ricaricabili durante la marcia. Il progetto è stato sviluppato negli Stati Uniti su propulsore di derivazione Honda e il veicolo viene prodotto in Cina dalla Mainbon di Shanghai, come modello "Hybrid-50QT-6B"..
Non risultano, dopo il 2011, prodotti a marchio Aspes, e lo stesso sito internet risulta disattivato.

## Cronologia dei principali modelli
- Falco 50
- S 50
- Sport 50
- Sprint 50
- Cross T 50
- Cross 50
- Minimatic 50
- Bouby King 50
- Cross Special 50
- Apache 125
- Navaho 50
- Super Sport 50
- Cheyenne 50
- Fox 50
- Hopi 125
- 125 Juma (anche "Yuma 125")
- Trial 125
- Sioux 50
- HF 125
- Squalo 125